# Orchidée noire
Orchidée noire (Black Orchid chez Reporter et en v.o.) est une mini-série de comics américains réalisée par Neil Gaiman et Dave McKean. Le personnage principal est basé sur la création de Sheldon Mayer. Cette série fut publiée aux États-Unis par DC Comics en 1988 et en français chez Zenda en 1989.

## Synopsis
Susan est assassinée. Elle renaît sous la forme d'une créature hybride mi-humaine mi-végétale rapidement baptisée "Orchidée noire". Elle erre alors à la recherche de son assassin et des causes de sa renaissance. Sur sa route elle croise Poison Ivy et Batman.

## Personnages
- Orchidée noire
- Batman
- Poison Ivy
- Lex Luthor
- Swamp Thing

## Éditions
- 1988-1989, DC Comics : première publication en anglais sous forme d'une mini-série en 3 volumes.
- 1989-1990, Zenda : première édition française en 3 volumes.
- 2002, Reporter : réédition en un volume sous le titre Black Orchid
- 2009, Panini Comics : réédition en un volume sous le titre L'Orchidée noire

## Auteurs
Les deux auteurs sont connus dans le monde du comics pour leur approche complexe de ce type de support : Neil Gaiman à qui l'on doit Sandman et Dave McKean qui illustra Batman : L'Asile d'Arkham ou Violent Cases avec le même Neil Gaiman.